# Brucka
Brucka je slovenska TV drama iz leta 1981. Scenarij zanjo je napisal Milan Jesih po svoji drami.
Mladenka pride študirat v mesto, kjer živi pri sestrični in njenem možu. Spozna praznino njune zveze.

## Kritike
Aleš Berger je napisal, da je bila krstna izvedba Jesihove drame v gledališču Glej igriva ter na pol bridka in na pol ironična šaljivka, TV film pa je suhoparna izumetničenost z izrazito moralističnimi poudarki. Opazil je, da se je dvoumnost, ki je omogočila humorni učinek ter prikazala izpraznjenost in samodejnost odnosov in ravnanj, ohranila le formalno ter da se film zateka k pomagalom, kot so žanri (predvsem grozljivka), svetloba in pogledi v kamero. Po njegovem je moralistično in kritično sporočilo Jesihove drame zaradi svoje izoliranosti tokrat izpadlo naivno in deklarativno. Motilo ga je, da film ni izkoristil jezikovnih bravur, pokazal groteskne situacijske komike ter da je redke zabavne trenutke trgal s krčevitimi in neutemeljenimi rezi. Opisal ga je kot hladnega, formalnega in razsutega v mešanico različnih stilov in žanrov. Igro je označil za profesionalno rutinsko (Zupančič, Ban) oz. začetniško plaho (Potočnjak).

## Zasedba
- Draga Potočnjak
- Milena Zupančič: Sonja
- Ivo Ban

## Ekipa
- glasba: Tomaž Pengov
- scenografija: Belica Škerlak
- kostumografija: Milena Kumar